# Omar Félix Colomé
Omar Félix Colomé (* 11. Dezember 1932 in Arroyito; † 12. Juli 2015 in Córdoba) war Bischof von Cruz del Eje.

## Leben
Omar Félix Colomé empfing am 22. September 1962 durch Ramón Castellano, den Erzbischof von Córdoba, die Priesterweihe. Er war langjähriger Direktor des Priesterseminars von Córdoba.
Papst Johannes Paul II. ernannte ihn am 27. September 1984 zum Bischof von Cruz del Eje. Der Erzbischof von Córdoba, Raúl Francisco Kardinal Primatesta, spendete ihm am 28. Oktober desselben Jahres die Bischofsweihe; Mitkonsekratoren waren Alfredo Guillermo Disandro, Bischof von Villa María, und Lucas Luis Dónnelly OdeM, Prälat von Deán Funes.
Am 24. Juni 2008 nahm Papst Benedikt XVI. sein aus Altersgründen vorgebrachtes Rücktrittsgesuch an.